# Ламонт, Иоганн
Иоганн фон Ламонт (нем. Johann von Lamont; 13 декабря 1805 — 6 августа 1879) — немецкий астроном.

## Биография
Родом из Шотландии, сын управляющего имениями графа Файфа, близ Бальмораля. В 1817 родителей Ламонта уговорили отпустить сына в Регенсбургский бенедиктинский монастырь, основанный для поддержания католичества в Шотландии, и с тех пор Ламонт уже не возвращался на родину. Природные дарования развивались быстро и в 1827 Ламонт переселился в Мюнхен, где поступил в Богенхаузенскую обсерваторию сначала в качестве ассистента Зольднера, а через некоторое время был назначен и директором обсерватории. В этой должности он оставался до самой смерти.
В Богенхаузенской обсерватории Ламонт вёл наблюдения и теоретические изыскания в области астрономии, метеорологии и земного магнетизма. Наблюдая звезды по зонам, Ламонт, среди прочего, определил два раза положение Нептуна раньше, чем эта планета была открыта.
В 1850 Ламонт впервые в Европе применил хронографический способ наблюдений. Особенно известны исследования Ламонта в области земного магнетизма, в исследовании которого он считался первым авторитетом. Он изобрёл несколько магнитных приборов и способов наблюдения склонения, наклонения и напряжения. В 1851 году пришёл к выводу, что причиной периодичности изменений интенсивности магнитного поля Земли является периодичность солнечной активности, основываясь на совпадении (аналогии) периода активности Солнца и земного магнитного поля (10,3 года). Независимо от Ламонта ту же мысль высказал английский астроном Эдуард Сэбин.
В 1852—1855 он сам провёл магнитные наблюдения на 420 пунктах баварской территории, а затем провёл наблюдения также на многих пунктах за границей. Его «Руководство по земному магнетизму» (нем. «Handbuch des Erdmagnetismuss», 1849) — известное сочинение своего времени по этому вопросу.
В частной жизни Ламонт был совершенным отшельником. Не имея родственников в Германии и будучи крайне бережливым, Ламонт, несмотря на своё скудное содержание, ещё при жизни пожертвовал 50 тыс. марок для выдачи стипендий студентам Мюнхенского университета, посвятившим себя астрономии, физике или чистой математике. По завещанию к этой сумме он прибавил ещё 100 тыс. марок.
Ламонт был членом многих академий и научных обществ и, среди прочих, с 1852 — Лондонского королевского.

## Память
В 1935 году Международный астрономический союз присвоил имя Иоганна Ламонта кратеру на видимой стороне Луны.